# Otanmäki
Koordinaten: 64° 7′ N, 27° 6′ O

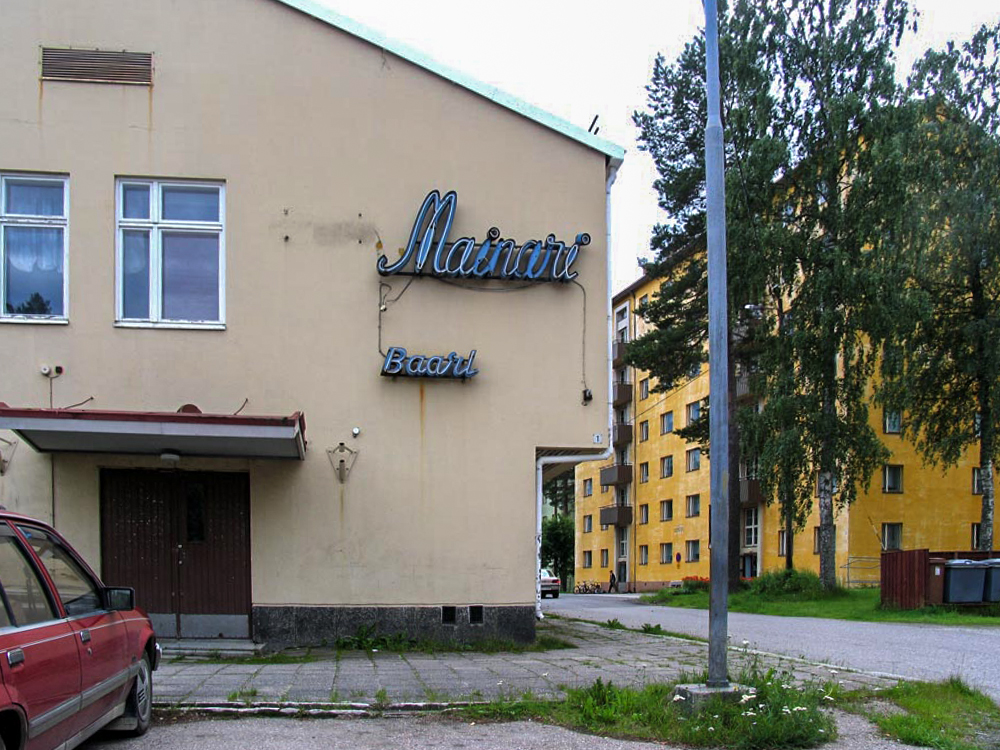
Alte Bar im Dorf Otanmäki

Otanmäki ist ein Dorf etwa 30 km südwestlich von Kajaani, Finnland. Otanmäki liegt in der ehemaligen Gemeinde Vuolijoki, die seit 2007 zum Stadtgebiet von Kajaani gehört. Der Ort hat etwa 1000 Einwohner.
Der Ort wurde zur Versorgung einer Eisenerzgrube in den 1950er Jahren gegründet. Die Mine wurde von 1953 bis 1985 von Rautaruukki Oy betrieben und förderte Eisenerz. Nach der Schließung der Mine blieb der Ort ein Zentrum der metallverarbeitenden Industrie. Der Hauptarbeitgeber ist der Hersteller für Schienenfahrzeuge Škoda Transtech, der unter anderem für die finnische Staatseisenbahn (VR) produziert.
Das Dorf verfügt über die notwendigen grundlegenden Dienstleistungen, wie Handel, Apotheke, Post, Bibliothek, Zahnklinik, Freibad, eine Bar und Tankstelle. Im Dorf gibt es Grundschulen und weiterführende Schulen, ein Gymnasium gab es bis 2008.